# Villa Caldogno
La Villa Caldogno, llamada también Villa Caldogno Nordera es una villa del siglo XVI atribuida al arquitecto Andrea Palladio. Se encuentra en el municipio italiano de Caldogno. Su nombre proviene de sus propietarios. Forma parte del conjunto de villas palladianas nombradas Patrimonio de la Humanidad por la Unesco en 1994 y 1996.

## Historia

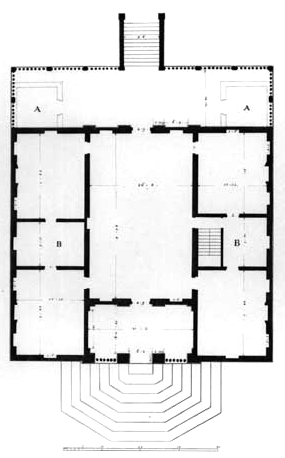
Planta de Villa Caldogno (dibujo de Ottavio Bertotti Scamozzi, 1778).

El comitente, Losco Caldogno, aristócrata vicentino y activo comerciante de seda había recibido en herencia una granja agrícola y numerosos campos en Caldogno en el año 1541. Ligado por estrechos vínculos de parentesco con otros clientes palladianos como los Muzani y posteriormente los Godi de Lugo di Vicenza (Villa Godi), es muy probable que encargase a Palladio la restructuración de la explotación agrícola. No se tienen elementos precisos acerca de la datación de la obra, es posible fijar el inicio de los trabajos en 1542, la casa estaba ciertamente habitada en el año 1567.
Una inscripción en latín en la fachada (Angelus Calidonius Luschi Filius MDLXX) data la finalización del edificio en el año 1570 por parte de Angelo Caldogno, hijo del comitente original, pero probablemente tal fecha se refiere a la conclusión de la suntuosa decoración interna ordenada por Angelo.  Sin embargo, la mayor parte de la construcción parece algo más temprana: 1570 es posiblemente la fecha en que se acabó el programa decorativo.
La villa no está incluida en I Quattro Libri dell'Architettura, tratado de Palladio del año 1570, en el que el arquitecto analizaba cierto número de sus creaciones. Sin embargo, la estructura recuerda a otras villas de autoría palladiana indudable, como la Villa Saraceno y la Villa Pisani en Bagnolo de Lonigo (1542). En 1996 la Unesco incluyó la Villa Caldogno Nordera en el Patrimonio de la Humanidad denominado «Ciudad de Vicenza y las villas palladianas del Véneto».
La fachada principal se caracteriza por tres grandes arcos de la logia del atrio de entrada, resaltata por una cornisa. Por encima se coloca el frontón triangular.
La planta es muy simple y las habitaciones no son perfectamente proporcionadas, lo que muy probablemente deriva de la reutilización de los muros preexistentes. En todo caso, determinantes para una atribución a Palladio resultan las analogías, sobre todo en la vista anterior, con obras como la villa Saraceno o villa Muzani.

## Interior y decoraciones

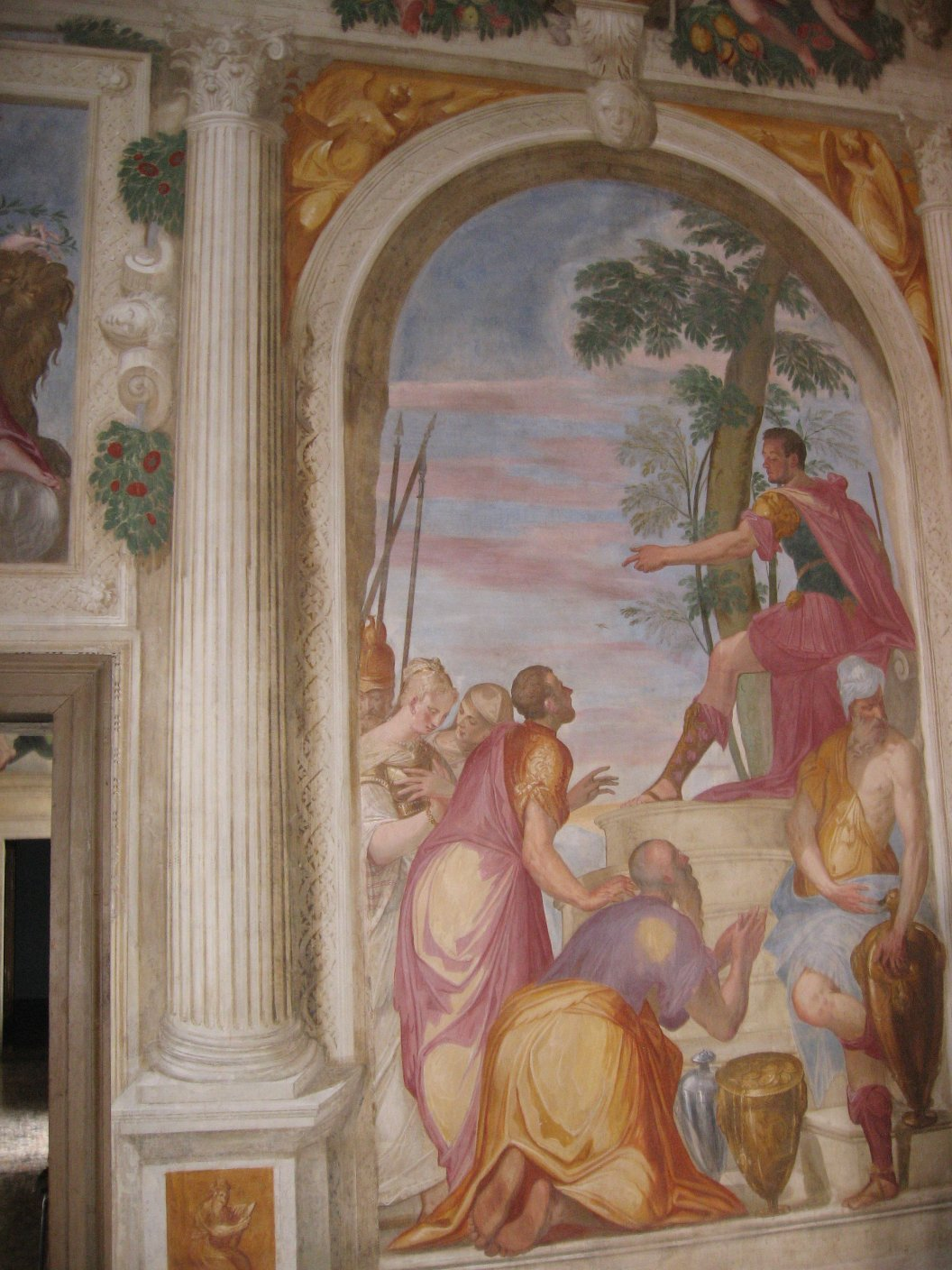
Episodios de la vida de Escipión, atribuidos a Giovanni Battista Zelotti.

La villa tiene frescos obra de Giovanni Battista Zelotti, en un estilo parecido a los ejecutados en la Villa Foscari, también diseñada por Palladio. Las dos estancias más grandes de la izquierda fueron pintadas al fresco alrededor del año 1570, por Giovanni Antonio Fasolo y Giovanni Battista Zelotti, y presentan los acontecimientos de la vida de Escipión y Sofonisba. El salón fue pintado al fresco creando una arquitectura ilusoria en cuyo interior se desarrollan momentos típicos de la vida en la villa de la aristocracia del tiempo (juegos de naipes, danzas, conciertos o una merienda).
Más tarde Giulio Carpioni, aquí en su primera obra al fresco, realizó la decoración de parte de una salita en el lado occidental que se logró con la demolización de una escalera en el año 1646. Esta habitación de Carpioni muestra episodios inspirados en el poema pastoral Il Pastor fido de Giovanni Battista Guarini, un testimonio de que los temas bucólicos y pastorales, tan en boga a finales del siglo XVI, eran aún apreciados en el siglo XVII.
A Costantino Pasqualotto se atribuyen los ornamentos horizontales visibles en la parte alta de las salas a la derecha del salón, las únicas decorazciones antiguas actualmente visibles en aquella ala del edificio, hoy utilizada para instalaciones de arte contemporáneo.